# آکادمی پلاستیک مدل
آکادمی پلاستیک مدل (انگلیسی: Academy Plastic Model) شرکت اسباب‌بازی کره‌ای است، که در سال ۱۹۶۹ تأسیس شد.